# Harold Brown
Harold Brown (ur. 19 września 1927 w Nowym Jorku, zm. 4 stycznia 2019 w Rancho Santa Fe) – amerykański fizyk, naukowiec, polityk, sekretarz obrony.

## Życiorys
W 1952 ukończył fizykę w Uniwersytecie Columbia i w następnych latach zajął się pracą naukową.
Będąc współpracownikiem sekretarza obrony Roberta McNamary od 3 maja 1961 do 30 września 1965 był dyrektorem ds. badań obronnych i inżynierii, a od 1 października 1965 do 15 lutego 1969 sekretarzem sił powietrznych.
W latach 1969–1977 był rektorem w California Institute of Technology.
Od 21 stycznia 1977 do 20 stycznia 1981 był sekretarzem obrony w gabinecie prezydenta Cartera.

## Życie prywatne
29 października 1953 poślubił Colene Dunning McDowell, z którą ma dwie córki.

## Odznaczenia
W 1981 został odznaczony przez prezydenta Reagana Prezydenckim Medalem Wolności.